# Carolina Horta
Carolina Horta Máximo (Fortaleza, 20 de agosto  de  1992) é uma voleibolista brasileira praticante da modalidade de vôlei de praia que conquistou a medalha de bronze nos Jogos Pan-Americanos de Toronto em 2015 e de Lima 2019.

## Carreira
No Colégio Lourenço Filho onde estudou em Fortaleza foi onde deu seus primeiros passos na prática desportiva, competindo no voleibol de quadra (indoor) aos 14 anos de idade, época que representou esta referida instituição e também a AABB Fortaleza  e foi convocada para a Seleção Cearense, logo transferiu-se para o vôlei de praia e já estava sendo treinada pelo técnico Reis Castro no Projeto Novos Talentos da Confederação Brasileira de Voleibol (CBV),e em 2010 foi pré-convocada para a Seleção Brasileira de Vôlei de Praia para os treinamentos visando as disputas do Campeonato Mundial de Vôlei de Praia Sub-19 realizada em Porto, Portugal.
Com Rebecca Cavalcante disputou o Circuito Brasileiro de Vôlei de Praia Sub-19 de 2010.No ano de 2011 representou o país na edição do Campeonato Mundial de Voleibol de Praia Sub-21 em Halifax, Canadá, e novamente ao lado da conterrânea Rebecca Cavalcante, ocasião que finalizaram na nona colocação; com esta mesma parceria competiu na etapa de Asunción, Paraguai, válida pelo Circuito Sul-Americano de Vôlei de Praia 2010-11 conquistando a medalha de prata.
Formou dupla com Neide Sabino  na conquista da medalha de bronze na etapa de Limoeiro, Brasil, pelo Circuito Sul-Americano de Vôlei de Praia 2010-11.Retomou a dupla com Rebecca Cavalcante competiu na edição do Circuito Brasileiro de vôlei de Praia Sub-21 de 2011, conquistando os títulos da Etapa de Salvador, na etapa de Curitiba, também nas etapas de Vitória,  Rio de Janeiro , Balneário Camboriú , Maceió, Santa Maria e Aracaju, foram vice-campeãs na etapa de Guarujá e terceiras colocadas  em Recife, ao final do circuito conquistaram o título geral da temporada.
Com a experiente Luiza Amélia conquistou o título da etapa de João Pessoa (PB) pelo Circuito Estadual de Vôlei de Praia de 2011, a quarta colocação na  etapa de Fortaleza e Natal, já ao lado de Rebecca Cavalcante sagrou-se campeã  da etapa de Porto Velho
No ano de 2012 competiu ao lado de Drussyla Costa a etapa de Assunção do Circuito Sul-Americano de Vôlei de Praia 2012-13.Encaminhou-se para mais uma jornada ao lado de Rebecca Cavalcante  no Circuito Brasileiro  de Vôlei de Praia Sub-21, visando o bicampeonato na categoria, venceram a primeira etapa em Florianópolis e a segunda em João Pessoa, assim como na etapa de  São José e ficou fora do pódio em Maringá e em João Pessoa.
Ainda atuando com Rebecca Cavalcante disputou o Circuito Brasileiro de Vôlei de Praia Sub-23 de 2012, sendo campeãs da etapa de Aracaju e foram vice-campeãs na etapa de João Pessoa.E com
Shaylyn Bedê conquistou vice-campeonato na etapa de São Luís pelo Circuito Estadual de Vôlei de Praia 2012 e a terceira colocação na etapa de Natal.
Competiu na edição do Circuito Brasileiro de Vôlei de Praia Nacional 2012-13, sendo que na etapa de Olinda jogou com Aline Conceição quando terminaram na nona posição, mesmo posto obtido com Naiana Rodrigues de Araújo em João Pessoa e com Karine Rangel finalizou na décima terceira posição na etapa de Fortaleza, em nono lugar na outra etapa de João Pessoa,também na de Maceió.
Com a parceira Neide Sabino foi  vice-campeã em 2013 da etapa de Sobral pelo Circuito Sul-Americano 2012-13 e com esta jogadora obteve o título da etapa de Teresina pelo Circuito Brasileiro de Vôlei de Praia  Regional de 2013.Com Rebecca  Cavalcante conquistou os títulos das etapas de Teresina e Rio de Janeiro, válidas pelo Circuito Brasileiro de Vôlei de Praia 2013.
Com  Mayana Dias alcançou nona posição pelo Circuito Brasileiro de Vôlei de Praia Nacional  na temporada 2013-14 em Recife, mesmo posto obtido com  Fernanda Nunes na etapa de Vitória, na etapa de Campinas jogou com Neide Sabino obtendo o título, de São José.E com esta formação de dupla alcançou a nona posição na etapa de Bauru pelo Circuito Brasileiro Challenger de 2014 e foram campeãs da edição do Superpraia B de 2014 realizado na cidade de Salvador; juntas também representou o Brasil na etapa de Macaé pelo Circuito Sul-Americano  de Vôlei de Praia de 2014, ocasião da conquita da medalha de ouro, também foram medalhistas de bronze nas etapas de Montevidéu e Cochabamba.
Formou dupla com Duda Lisboa para disputar a edição do Campeonato Mundial de Vôlei de Praia Sub-23 de 2014, realizado em Myslowice, Polônia, e nesta edição finalizaram na nona colocação e com esta atleta competiu na etapa de Atacames pelo Circuito Sul-Americano de Vôlei de Praia 2014-15.
Também ao lado de Duda Lisboa competiu nas etapas do Circuito Brasileiro de Vôlei de Praia Sub-23 de 2014, sagrando-se campeãs em Ribeirão Preto e em Campinas; e neste mesmo ano , com esta mesma parceria, conquistou o título da etapa de Ribeirão Preto no Circuito Brasileiro de Vôlei de Praia Challenger .
Com Thati Soares disputou a etapa de Vitória no Circuito Brasileiro de Vôlei de Praia Open de 2014-15 e neste mesmo circuito voltou atuar com Duda Lisboa alcançou a quinta posição nas etapas de Porto Alegre, João Pessoa e Recife além do quarto lugar na etapa de Fortaleza e foi premiada com a Revelação do referido circuito;juntas também conquistaram a medalha de ouro na etapa de Punta Negra pelo Circuito Sul-Americano de Vôlei de Praia 2014-15.No Circuito Mundial de Vôlei de Praia de 2015 competiu ao lado de Liliane Maestrini alcançou a trigésima terceira posição no Major Series de Stavanger, a vigésima quinta colocação no Aberto de Praga e Grand Slam de Long Beach, o décimo sétimo lugar nos Abertos de Fuzhou e Puerto Vallarta , como também no Grand Slam de São Petersburgo , não pontuando no Grand Slam de Yokohama, sendo nona colocada no Major Series de Porec, e finalizando a temporada alcançou a quinta posição no Aberto de Lucerne e Grand Slam de Moscou; já pelo Circuito Brasileiro de Vôlei de Praia 2015-16 terminaram na quinta posição nas etapas de Curitiba e Rio de Janeiro.Ainda em 2015 disputou com Lili Maestrini a edição dos Jogos Pan-Americanos de .
Formou parceria com Ana Patrícia Ramos disputou a etapa final do Circuito Sul-Americano de Vôlei de Praia de 2015-16 (CSVP Final), disputada em Cochabamba, Bolívia, ocasião que não avançaram as finais e finalizou na sétima colocação, juntas competiram em etapas do Circuito Mundial de 2016 finalizando na trigésima terceira posição no Grand Slam do Rio de Janeiro,  a vigésima quinta posição no Grand Slam de Long Beach e o quinto lugar no Aberto de Fortaleza.
Ao lado de Ana Patrícia Ramos competiu no Circuito Brasileiro Open 2016-17  alcançaram a nona posição nas etapas de João Pessoa e Fortaleza, a etapa de Brasília e ficaram na quinta posição, o nono lugar na etapa de Uberlândia.Juntas foram campeãs da etapa de Campo Grande pelo Circuito Brasileiro Nacional 2016-17 e também alcançaram o bronze na etapa de Cabo Frio pelo Circuito Brasileiro Challenger de 2016, além do quinto lugar neste circuito em João Pessoa, Jaboatão dos Guararapes; neste mesmo circuito passou a competir com Carolina Won-Held quando foram décimas terceira colocadas nas etapas de São José e Curitiba.Pelo Circuito Brasileiro Open 2016-17 passou a atuar  com Maria Elisa Antonelli alcançando o quinto lugar na etapa de João Pessoa e em Aracaju, nono lugar em Maceió e o décimo terceiro posto na etapa de Vitória.
Pelo Circuito Mundial de 2017 ao lado de Maria Elisa Antonelli não pontuaram no torneio do Rio de Janeiro (categoria quatro estrelas), mas conquistaram o quarto lugar no torneio de Xiamen, categoria três estrelas ; juntas foram vice-campeãs da edição do Superpraia 2017, realizado em Niterói.
Passou a competir com Juliana Silva no Circuito Mundial de Vôlei de Praia de 2017 conquistou nesta competição seu primeiro ouro na etapa de Mônaco, categoria uma estrela, além do quinto lugar no torneio de Natong , categoria duas estrelas, alcançou a décima sétima colocação no torneio de Gstaad, categoria cinco estrelas; e com esta parceria disputou o Circuito Brasileiro de Vôlei de Praia Challenger 2017, conquistando o bronze na etapa de Bauru.
Competiu também  com Juliana Silva no Circuito Brasileiro Open 2017-18 e conquistou o quinto lugar na etapa de Campo Grande, o nono lugar na etapa de Natal e também na etapa de Itapema.

## Títulos e resultados
- Future de Miguel Pereira do Circuito Mundial de Vôlei de Praia de 2023
- Etapa de Mônaco (categoria 5 estrelas) do Circuito Mundial de Vôlei de Praia de 2017[26]
- Etapa de Xiamen (categoria 2 estrelas) do Circuito Mundial de Vôlei de Praia de 2017[26]
- Etapa de Punta Negra do Circuito Sul-Americano de Vôlei de Praia:2014-15[50]
- Etapa de Atacames do Circuito Sul-Americano de Vôlei de Praia:2014[50]
- Etapa de Macaé do Circuito Sul-Americano de Vôlei de Praia:2014[45]
- Etapa de Cochabamba do Circuito Sul-Americano de Vôlei de Praia:2014[47]
- Etapa de Montevidéu do Circuito Sul-Americano de Vôlei de Praia:2014[46]
- Etapa de Sobral do Circuito Sul-Americano de Vôlei de Praia:2012-13[36]
- Etapa de Limoeiro do Circuito Sul-Americano de Vôlei de Praia:2011-12[11]
- Etapa de Assunção do Circuito Sul-Americano de Vôlei de Praia:2010-11[10]
- Superpraia:2017[70]
- Etapa de Fortaleza do Circuito Brasileiro de Vôlei de Praia Open:2014-15[26]
- Etapa de Bauru do Circuito Brasileiro de Voleibol de Praia - Challenger: 2017[72]
- Etapa de Cabo Frio do Circuito Brasileiro de Voleibol de Praia - Challenger: 2016[63]
- Etapa de Ribeirão Preto do Circuito Brasileiro de Voleibol de Praia - Challenger:2014[53]
- Superpraia B:2014[44]
- Etapa de Campo Grande do Circuito Brasileiro de Vôlei de Praia- Nacional: 2016-17[61]
- Etapa de São José do Circuito Brasileiro de Vôlei de Praia - Nacional:2013-14[42]
- Etapa de Campinas do Circuito Brasileiro de Vôlei de Praia - Nacional:2013-14[41]
- Etapa da Teresina do Circuito Banco do Brasil  de Vôlei de Praia Regional:2013[37]
- Etapa do Maranhão do Circuito Estadual de Vôlei de Praia:2012[29]
- Etapa do Rio Grande do Norte do Circuito Estadual de Vôlei de Praia:2012[30]
- Etapa da Rondônia do Circuito Estadual de Vôlei de Praia:2011[22]
- Etapa da Paraíba do Circuito Estadual de Vôlei de Praia:2011[19]
- Etapa da Pernambuco do Circuito Estadual de Vôlei de Praia:2011[2]
- Etapa do Ceará do Circuito Estadual de Vôlei de Praia:2011[20]
- Etapa do Rio Grande do Norte do Circuito Estadual de Vôlei de Praia:2011[21]
- Etapa de Campinas do Circuito Brasileiro de Vôlei de Praia Sub-23:2014[52]
- Etapa de Ribeirão Preto do Circuito Brasileiro de Vôlei de Praia Sub-23:2014[51]
- Etapa de Teresina do Circuito Brasileiro de Vôlei de Praia Sub-23:2013[38]
- Etapa de Rio de Janeiro do Circuito Brasileiro de Vôlei de Praia Sub-23:2013[2]
- Etapa de Aracaju do Circuito Brasileiro de Vôlei de Praia Sub-23:2012[27]
- Etapa de João Pessoa do Circuito Brasileiro de Vôlei de Praia Sub-23:2012[28]
- Etapa de João Pessoa do Circuito Brasileiro de Vôlei de Praia Sub-21:2012[24]
- Etapa de São José do Circuito Brasileiro de Vôlei de Praia Sub-21:2012[25]
- Etapa de Florianópolis do Circuito Brasileiro de Vôlei de Praia Sub-21:2012[24]
- Circuito Brasileiro de Voleibol de Praia Sub-21:2011[18]
- Etapa de Salvador do Circuito Brasileiro de Vôlei de Praia Sub-21:2011[13]
- Etapa de Curitiba do Circuito Brasileiro de Vôlei de Praia Sub-21:2011[14]
- Etapa de Vitória do Circuito Brasileiro de Vôlei de Praia Sub-21:2011[15]
- Etapa do Rio de Janeiro do Circuito Brasileiro de Vôlei de Praia Sub-21:2011[15]
- Etapa de Balneário Camboriú do Circuito Brasileiro de Vôlei de Praia Sub-21:2011[15]
- Etapa de Santa Maria do Circuito Brasileiro de Vôlei de Praia Sub-21:2011[15]
- Etapa de Aracaju do Circuito Brasileiro de Vôlei de Praia Sub-21:2011[15]
- Etapa de Maceió do Circuito Brasileiro de Vôlei de Praia Sub-21:2011[15]
- Etapa de Guarujá do Circuito Brasileiro de Vôlei de Praia Sub-21:2011[16]
- Etapa de Recife do Circuito Brasileiro de Vôlei de Praia Sub-21:2011[17]
- Circuito Brasileiro de Voleibol de Praia Sub-19:2010[5]

## Premiações Individuais
- Revelação do Circuito Brasileiro Banco do Brasil de 2014-15 [2][76]